# Roberto Díaz Herrera
Roberto Díaz Herrera (nascido em 27 de junho de 1937) foi um coronel panamenho  que tornou-se célebre por sua denúncia pública da ditadura militar panamenha sob o comando do general Manuel Noriega em 1987. Díaz Herrera teria agido sob a influência de Sathya Sai Baba, um guru indiano de quem era um devoto fiel que nunca pisou no continente americano. Depois que Noriega o colocou em prisão domiciliar, o Coronel Díaz recebeu apoio significativo do povo panamenho, com muitos passando por sua casa para cumprimentá-lo. Ele foi preso logo depois e acabou recebendo asilo político na Venezuela. Depois de onze anos de exílio em vários países da América Latina, Díaz retornou ao Panamá. Posteriormente, tornou-se o embaixador do país no Peru.

## Carreira militar
Díaz tornou-se Chefe do Estado-Maior Geral das forças armadas, que foram renomeadas Forças de Defesa do Panamá. Naquela época, era o segundo no comando das forças armadas panamenhas comandadas por Manuel Noriega.

### Conflito com Noriega e prisão
Em junho de 1987, Diaz Herrera foi aposentado à força por Noriega. Logo após, em entrevista ao principal jornal da oposição do Panamá, La Prensa, o Coronel Díaz fez uma forte declaração contra Noriega, acusando-o de tráfico de drogas; de planejar o assassinato de seu antecessor Omar Torrijos Herrera (Torrijos era primo do próprio Diaz Herrera e alegou que Noriega havia plantado um explosivo no seu avião particular com a ajuda da CIA); de ordenar o assassinato de Hugo Spadafora; e de orquestrar fraudes na eleição presidencial de 1984. Essas alegações levaram muitas pessoas no Panamá a protestar, resultando na suspensão das proteções constitucionais e adoção de medidas severas do regime de Noriega, incluindo prisão e detenção de manifestantes e líderes de partidos da oposição, apreensão pelo governo de estações de televisão locais e brutalidade a estudantes e cidadãos locais.
Apenas 50 dias após a entrevista televisionada, Noriega colocou Díaz em prisão domiciliar. Durante esse tempo, muitas pessoas foram à casa do coronel para cumprimentá-lo e demonstrar apoio. A rua de sua casa estava frequentemente repleta de carros de seus apoiadores. Mais tarde, a residência de Díaz Herrera serviria de refúgio aos principais oponentes de Noriega. Finalmente, os soldados leais ao regime militar invadiriam a residência em 27 de julho de 1987 para colocá-lo na prisão. A incursão foi realizada com helicópteros militares e homens fortemente armados de uma unidade militar organizada por Mike Harari, amigo pessoal de Noriega e ex-oficial de inteligência israelense. A ação terminou quando Díaz Herrera, que mantinha 45 de seus oficiais leais na residência, se rendeu e foi preso. Durante a operação, sua esposa e seus filhos pequenos estavam na residência.
Após passar seis meses na prisão, Díaz foi exilado em 24 de dezembro, depois que vários países negociaram sua libertação da prisão. Ele foi enviado para a Venezuela, onde a esposa e seus três filhos o aguardavam.[carece de fontes?]